# 기원전 제9천년기
기원전 제9천년기는 기원전 9000년부터 기원전 8001년까지이다. 농업은 비옥한 초승달 지대를 통해 퍼져나갔으며 도자기의 사용이 광범위해졌다. 예리코와 같은 대형 거주지들이 소금과 부싯돌 무역길을 통해 성장하였다.

## 사건
- 기원전 9000년 경: 괴베클리 테페의 건설.[1]
- 기원전 8800년 경: 클로비스 문화의 소멸.[2]
- 기원전 8750년 경: 울릉도 화산의 분화. (VEI 5)[3]
- 기원전 8500년 경: 케냐 나타루크에서 전쟁이 발발함.[4]
- 기원전 8500년 경: 배링 육교가 해수면 상승으로 인해 소멸됨.
- 기원전 8300년 경: 극동에서 농업이 시작됨.
- 기원전 8230년 경: 그림스뵈튼 화산의 분화. (VEI 6)[5]
- 기원전 8130년 경: 타우포 화산의 분화. (VEI 5)[6]
- 기원전 8000년 경: 구리의 사용.[7]